# 造纸胡蜂
造纸胡蜂（学名：Polistes dominula）是歐洲一種很普遍及著名的胡蜂。牠們在加拿大及美國是入侵物種。

## 生命週期

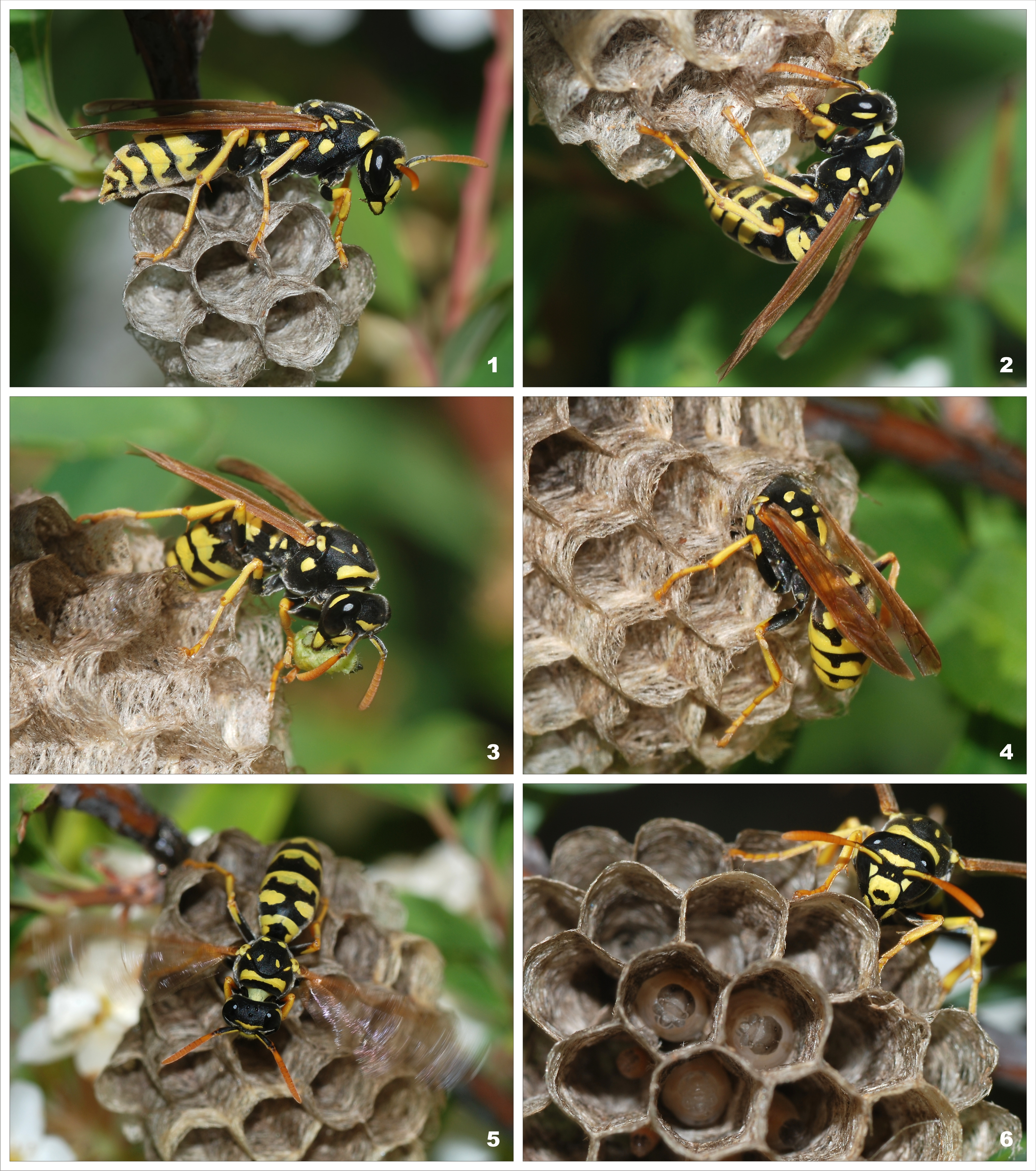
正在築巢的造紙胡蜂。

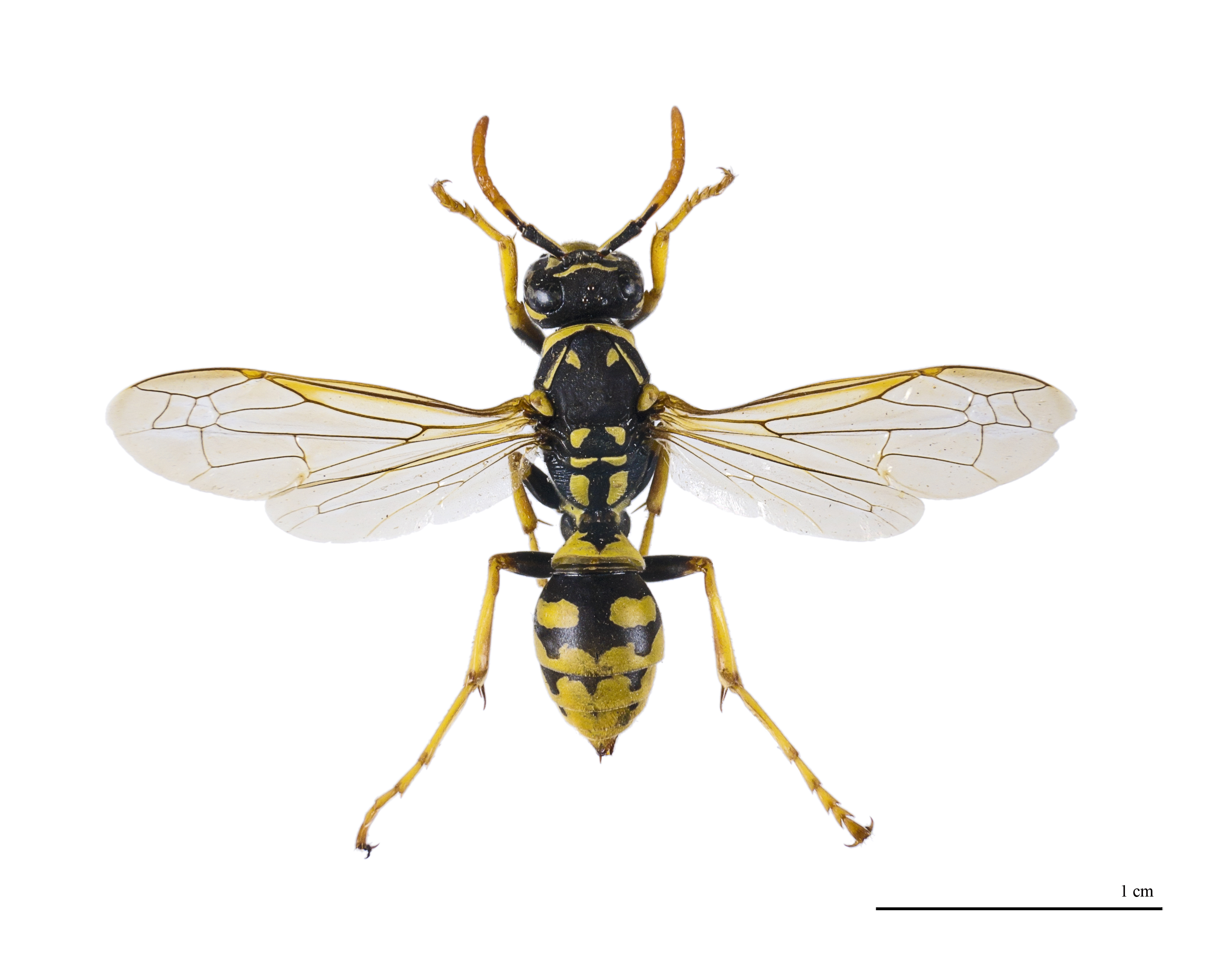
Polistes dominula

過冬後的造紙胡蜂蜂后會在春天的一個時間先行築巢，並產子。最先出生的雌蜂會成為工蜂繼續築巢。雄蜂會在後來出生，一些雌蜂此時會與雄蜂交配，並離開蜂巢，在下一季成為新的蜂后。
蜂群於夏天末就會消失，只餘下雄蜂及未來的蜂后聚集在一起過冬。牠們很少會在原有的蜂巢過冬。

## 蜂群架構

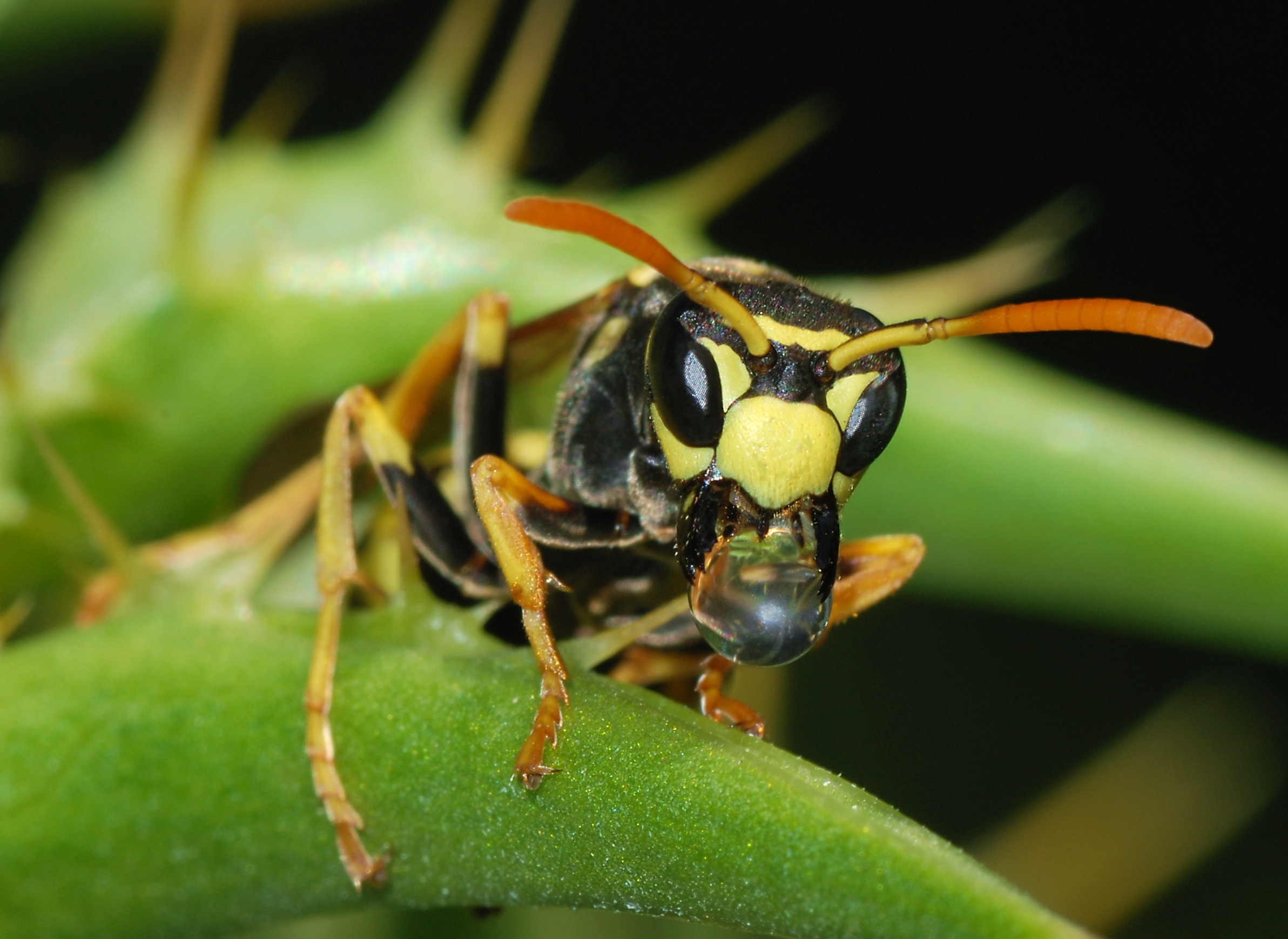
造紙胡蜂嘴上有一滴反刍的花蜜。

在形態上，造紙胡蜂蜂后與其他負責繁殖的雌蜂沒有分別。不過，由於在蜂群相互作用下不同的角色，牠們在行為上卻有著分別。一般而言，蜂后是蜂群之首，牠會產大部份的卵，並且吃下參差的卵。蜂后會花大部份時間在蜂群的相互作用，而其他雌蜂則更多在覓食及照顧雛蜂。
這種行為上的差別並非永恆：若蜂后離開了蜂巢，另一隻雌蜂（第二大的）就會取代牠的位置。事實上，每隻造紙胡蜂都會按牠們的個別的級別位置而變更其行為模式。
一些研究顯示蜂后會透過行為來壓抑其他雌蜂卵巢的發育。蜂后相信是透過擺動腹部來發出支配的訊號，但有研究發現被去卵巢的蜂后失去了限制其他雌蜂繁殖的能力，但卻仍維持其蜂后的地位。
另外，雌蜂們的身份亦可以由其他因素所影響。若將可能成為蜂后的雌蜂放在蜂巢較早築成的部份，這隻雌蜂就會轉而成為工蜂，相反亦然。這顯示蜂群在階級地位上有明顯的靈活性。

## 辨別同伴
造紙胡蜂蜂后在外表上與工蜂有所分別，蜂后會以腹部打擊蜂巢的表面，且會較其他下屬多留在蜂巢中，故蜂巢的氣味大部份是來自蜂后的。

## 分佈
造紙胡蜂的分佈地覆蓋大部份的南歐及北非、亞洲的溫帶至中國。牠們亦被引入澳洲、北美洲及南美洲。

## 命名
造紙胡蜂的學名很多時會被誤寫為Polistes gallicus，但這其實是柞蠶馬蜂的學名。造紙胡蜂最初於1791年被命名為Vespa dominula。種小名的dominula意為「小婦人」，但一直以來很多學者都將之誤併為dominulus。

## 外部連結
- 造紙胡蜂的相片 （页面存档备份，存于）
- The European Paper-Wasp: A New Threat to Cavity-nesting Birds Is Coming!